# Börnichen/Erzgeb.
Börnichen/Erzgeb. település Németországban, azon belül Szászország tartományban. Lakosainak száma 959 fő (2023. december 31.). Börnichen/Erzgeb. Grünhainichen és Pockau-Lengefeld községekkel határos.

## Népesség
A település népességének változása:
| Lakosok száma | 992  | 997  | 970  | 953  | 959  |
|               | 2017 | 2019 | 2021 | 2022 | 2023 |